# Skogsgräsmossa
Skogsgräsmossa (Brachythecium salebrosum) är en bladmossart som beskrevs av W. P. Schimper in B.S.G. 1853. Enligt Catalogue of Life ingår Skogsgräsmossa i släktet gräsmossor och familjen Brachytheciaceae, men enligt Dyntaxa är tillhörigheten istället släktet gräsmossor och familjen Brachytheciaceae. Arten är reproducerande i Sverige. Inga underarter finns listade i Catalogue of Life.